# إد مندوزا
إد مندوزا (بالإنجليزية: Ed Mendoza)‏ هو عداء مسافات طويلة أمريكي، ولد في 4 ديسمبر 1952.

## وصلات خارجية
- إد مندوزا على موقع الاتحاد الدولي لألعاب القوى (الإنجليزية)
- إد مندوزا على موقع أوليمبيديا (الإنجليزية)